# 熱塩村
熱塩村（あつしおむら）は福島県耶麻郡にあった村。現在の喜多方市熱塩加納町熱塩・熱塩加納町山田・熱塩加納町相田にあたる。

## 地理
- 山：飯森山、栂峰、鉢伏山、大森山、大桧沢山、高森山、中山、三ノ倉山
- 河川：押切川

## 歴史
- 1889年（明治22年）4月1日 - 町村制の施行により、熱塩村、山田村、相田村の区域をもって発足。
- 1954年（昭和29年）3月31日 - 加納村および朝倉村の一部（板ノ沢・瀬戸尻・村杉）と合併して熱塩加納村が発足。同日熱塩村廃止。

## 交通

### 鉄道路線
- 日本国有鉄道
  - 日中線（1984年廃止）
    - 熱塩駅

### 道路
- 大峠道路（現・国道121号）

## 著名な出身者
- 瓜生岩子